# Maj Kisimba Ngoy
Maj Kisimba Ngoy est un homme politique de la république démocratique du Congo. Il est ministre des Affaires foncières du gouvernement Muzito I depuis 26 octobre 2008, et reste à ce poste dans le gouvernement Muzito II.

## Biographie
Il est gradué en droit de travail de la Haute école provinciale de Charleroi - université du travail, actuelle Haute École Provinciale de Hainaut Condorcet, en Belgique et détenteur d’une licence et d’une maîtrise en droit des affaires obtenu à l’université Lille II en France.
Il est marié à Lily Lumba Mbuyi.